# Miniersackmotten
Die Miniersackmotten (Incurvariidae) sind eine Familie der Schmetterlinge (Lepidoptera). Sie kommen weltweit mit ca. 100 Arten vor.

## Merkmale
Die Familie dieser nur sehr kleinen Falter hat voll entwickelte Saugrüssel und Flügeladern. Die Weibchen haben einen langen und spitzen Legebohrer, mit dem sie ihre Eier in Blätter einstechen können. Die Männchen tragen deutlich gekämmte Fühler.
Die Larven sind primitiv und an das Leben als Minierer angepasst. Sie verbringen aber nur das erste Larvenstadium innerhalb von Blättern. Danach bauen sie sich oft aus Pflanzenmaterial einen Sack. Dieser wird bei vielen Arten aus zwei runden Blattstücken gefertigt. In diesem Stadium leben sie am Boden und ernähren sich von herabfallendem Laub oder von niedrigen Pflanzen.

## Systematik
Die Familie der Miniersackmotten ist im deutschsprachigen Raum (D-CH-A) mit 10 Arten vertreten. In ganz Europa kommen sie mit 13 Arten vor.
- Alloclemensia mesospilella D-CH-A
- Incurvaria circulella
- Buchen-Miniersackmotte (Incurvaria koerneriella) D-CH-A
- Weißdorn-Miniersackmotte (Incurvaria masculella) D-CH-A
- Heidelbeer-Miniersackmotte (Incurvaria oehlmaniella) D-CH-A
- Birken-Miniersackmotte (Incurvaria pectinea) D-CH-A
- Incurvaria ploessli D?
- Erdbeer-Miniersackmotte (Incurvaria praelatella) D-CH-A
- Incurvaria triglavensis A
- Incurvaria vetulella D-CH-A
- Paraclemensia cyanella
- Zweistreifiger Birken-Blattsackfalter (Phylloporia bistrigella) D-CH-A
- Vespina slovaciella

## Fossile Belege
Die ältesten fossilen Belege von Miniersackmotten sind zwei im Libanon-Bernstein (Unterkreide, ca. 130 Mill. Jahre) gefundenen Exemplaren, die der Gattung Incurvarites zugeordnet wurden. Aus eozänen Baltischem Bernstein sind weitere Vertreter dieser Familie bekannt.